# Francesco Nicolosi

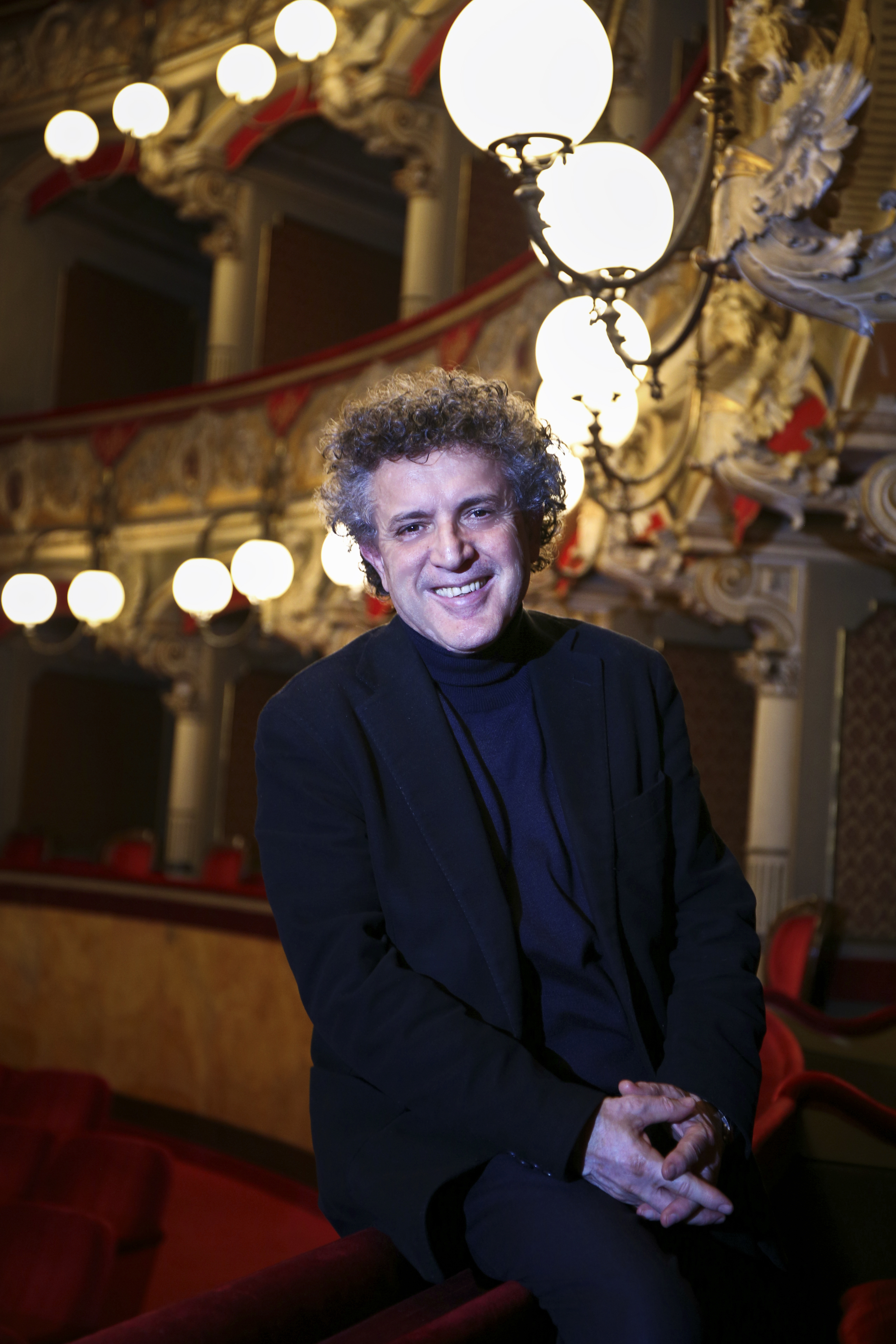

Francesco Nicolosi (Catania, 7 dicembre 1954) è un pianista italiano.

## Biografia
Allievo di Vincenzo Vitale, è considerato oggi uno dei massimi esponenti della Scuola pianistica napoletana. Nel 1996, assieme alla Principessa di Strongoli donna Francesca Ferrara Pignatelli ha fondato il Centro Studi Internazionale Sigismund Thalberg con l'intento di promuovere e divulgare la musica di Sigismund Thalberg. Nel 1998 assieme al pianista Vittorio Bresciani ha fondato il Franz Liszt Piano Duo.

## Incarichi
Dal 1996 è presidente del Centro Studi Internazionale Sigismund Thalberg. Ricopre inoltre la carica di direttore artistico del Premio pianistico internazionale Sigismund Thalberg. È stato fino al 2015 direttore artistico dei Corsi Internazionali di Alto Perfezionamento e Formazione Musicale con sede a Napoli e Roma, della Rassegna concertistica “I concerti d'Estate a Villa Guariglia”  in Costiera amalfitana, del Festival " Jeux d'art a Villa d'Este" di Tivoli e del Festival "Roccaraso in Musica".
Dal 2015 al 2019 è stato direttore artistico dell'E.A.R. Teatro Massimo Bellini di Catania, Teatro di tradizione riconosciuto dallo Stato italiano ai sensi dell’art. 28, legge 14 agosto 1967 n. 800 e s.m.i.
È attualmente Presidente della Commissione consultiva per la musica del Ministero della Cultura.

## Premi
- 1980 Terzo premio al Concorso Pianistico Internazionale di Santander
- 1980 Secondo premio al Concorso Internazionale d'Esecuzione Musicale di Ginevra (primo non assegnato).
- 1994 Premio "Bellini  d'oro"
- 2004 Premio "Ara di Giove"
- 2008 Premio "Aci Castello Riviera dei Ciclopi"
- 2012 Premio "Note nell'Olimpo"
- 2012 Premio alla carriera "Domenico Danzuso"
- 2013 Premio "Cosimo Fanzago"
- 2017 Premio "Rachmaninov Award"
- 2021 Premio "Pietro Golia"

## Discografia
Ha inciso per le Case discografiche Nuova Era e Marco Polo, per quest'ultima ha inciso l'integrale delle parafrasi sull'opera italiana di Sigismund Thalberg, attualmente incide per la Casa discografica Naxos.

### Naxos
- Mozart: Piano Variations Vol 1
- Mozart: Piano Variations Vol 2
- Mozart: Piano Variations Vol 3
- S. Thalberg: Fantasias on Opera by Bellini
- S. Thalberg: Fantasias on Opera by Rossini
- S. Thalberg: Piano Concerto op. 5 and Others Pieces
- G. Paisiello: Piano Concertos Nos. 2 and  4
- C. Schumann: Piano Concerto Op 7 and Piano Trio Op 17
- F. Liszt: Dante Sonata S161 - Dante Symphony S648 (Franz Liszt Piano Duo)
- D. Scarlatti: Keyboard Sonatas Vol. 9
- G. Paisiello: Piano Concertos Nos. 1, 3 and 5
- F. Liszt: A Faust Symphony S647 (Franz Liszt Piano Duo)

### Marco Polo
- S. Thalberg: Fantasias on Operas by Bellini
- S. Thalberg: Fantasies on Operas by Donizetti
- S. Thalberg: Fantasies on Operas by Rossini
- S. Thalberg: Fantasies on Operas by Verdi, Rossini and Bellini
- S. Thalberg: Les Soirées de Pausilippe

### Nuova Era
- Il mio Bellini
- S. Rachmaninov - Piano Variations
- Work for Cello and Piano: Duo Signorini - Nicolosi